# Ахмети, Шемси
Шемси Ариф Ахмети (алб. Shemsi Arif Ahmeti; 8 июня 1969 — 26 апреля 1999) — югославский и албанский военный, деятель сепаратистской Армии освобождения Косово.

## Биография
Уроженец деревни Засела общины Косовска-Митровица, шестой ребёнок в семье Арифа и Хайрие Ахмети. Имел братьев Хашиу, Хаки, Бекима, Башкима и Блерима, а также сестру Фатмиру. Окончил школу в Заселе и селе Шупковац, учился в Белградской военной гимназии. Окончил гимназию в Сараево в 1982 году и Высшее артиллерийское училище в Задаре. Во время распада Югославии командовал артиллерийской ротой в Вршаце, участвовал в боевых действиях в Хорватии от Книна до Вуковара и в Боснии и Герцеговине. Позже он дезертировал из армии по идейным соображениям, считая, что в конфликте между югославскими регулярными частями и косовскими албанцами должен поддержать албанцев. Скрывался в Косово.
22 июня 1998 года Ахмети вступил в ряды Армии освобождения Косово в Шала-э-Байгор, обучение проходил в Трепче, командовал ротой. Участник битвы при Махтче с 11 июля по 15 сентября 1998 года. После ранения командира бригады Зимера Халими и гибели заместителя командира по логистике оперативной зоны «Шала» Джевата Джусуфи Ахмети был назначен командиром спецподразделения ZOSH. Участник боёв за Мазич, Трепчу, Меленицу, Претен, Ораховац и Майдан; учредил артиллерийские части в составе ZOSH. 13 марта 1999 года 142-я бригада, действовавшая в составе ZOSH, разграбила югославскую базу в Кутловаце и атаковала полицейский участок в Трепче и позиции югославов под Ораховацем; со стороны Пасомы была атакована ещё одна югославская база, что позволило албанцам в течение 24 дней вести дальнейшее наступление на югославские позиции и закрепиться в районе Шала-э-Байгор.
26 апреля 1999 года в ходе продолжительных боёв против югославских войск командир Шемси Ахмети был убит. На следующий день был похоронен в Байгоре, а после признания независимости Косово перезахоронен на Национальном кладбище мучеников (алб. Varrezat e Dëshmorëve) в Шиполе.

## Память
- Указом президента Атифете Яхьяга награждён посмертно званием Герой Республики Косово[2].
- В центре Южной Митровицы рядом с главной мечетью установлен памятник Шемси Ахмети[3], там же его именем названа улица[1].
- Имя Ахмети носит начальная школа в Шупковаце[1].